# Marechal Cândido Rondon (ort)
Marechal Cândido Rondon är en ort i Brasilien.   Den ligger i kommunen Marechal Cândido Rondon och delstaten Paraná, i den södra delen av landet, 1 200 km sydväst om huvudstaden Brasília. Marechal Cândido Rondon ligger 425 meter över havet och antalet invånare är 43 028.
Terrängen runt Marechal Cândido Rondon är huvudsakligen platt, men åt sydost är den kuperad. Marechal Cândido Rondon ligger uppe på en höjd. Det finns inga andra samhällen i närheten.
Omgivningarna runt Marechal Cândido Rondon är en mosaik av jordbruksmark och naturlig växtlighet. Runt Marechal Cândido Rondon är det glesbefolkat, med 19 invånare per kvadratkilometer.